# Uniting for consensus
Uniting for Consensus (UfC) è un gruppo costituito a New York nel 2005 per promuovere la riforma del Consiglio di sicurezza dell'ONU attraverso l'aumento dei seggi elettivi non permanenti. Il gruppo è coordinato dall'Italia .

## Storia
Il gruppo UfC è stato ideato e lanciato dal Rappresentante Permanente dell'Italia all'ONU Amb. Marcello Spatafora. In particolare il termine “Uniting for Consensus” – ispirato dal consigliere politico di Spadafora Massimo Marotti - venne utilizzato per la prima volta nell’ambito di un position paper sulla riforma del Consiglio di Sicurezza presentato dall’Italia a nome del Coffee Club nel febbraio 2005. 
I membri del gruppo Uniting For Consensus sono:
- Argentina
- Canada
- Colombia
- Corea del Sud
- Costa Rica
- Italia
- Malta
- Messico
- Pakistan
- San Marino
- Spagna
- Turchia

## La riforma del Consiglio di Sicurezza
Dalla sua creazione nel 1945, il Consiglio di Sicurezza delle Nazioni Unite è stato sottoposto solo una volta a una riforma; a seguito dell’entrata in vigore degli emendamenti alla Carta delle Nazioni Unite previsti dalla risoluzione n. 1991  del 1963, il numero di seggi elettivi venne esteso da 6 a 10, portando il Consiglio a un totale di 15 membri. In aggiunta, si iniziò ad applicare una divisione dei seggi tra i gruppi regionali. Da allora, le uniche ulteriori modifiche furono la sostituzione dell’Unione Sovietica con la Federazione Russa e la Repubblica di Cina con la Repubblica Popolare Cinese.
Tenuto conto della forte crescita dei paesi membri dell’ONU (che avevano raggiunto il numero di 193, rispetto ai 117 nel 1963) e dell’opportunità di riequilibrare la rappresentanza dei vari gruppi regionali in seno al Consiglio di Sicurezza, nel 1993 l’Assemblea Generale istituì, tramite la risoluzione 48/26, un gruppo di lavoro sulla riforma del Consiglio di Sicurezza (Open Ended Working Group on the question of Equitable Represenation and increase in membership of the Security Council and other Security Council matters).

## Il Coffee Club
L’Italia - su iniziativa del Rappresentante Permanente, Amb. Francesco Paolo Fulci - assieme a Pakistan, Messico ed Egitto, allineati sul netto rifiuto dell’aumento del numero di seggi permanenti del Consiglio di Sicurezza e sulla volontà di favorire, invece, l’ampliamento dei seggi elettivi, fondò nel 1995 il gruppo informale conosciuto come “Coffee Club” (dall’espressione “Let’s have a cup of coffee, first”, con cui l’Amb. Fulci aprì i lavori). Ai fondatori iniziali si aggiunsero altri Paesi, tra cui Argentina, Canada, Repubblica di Corea, Spagna e Turchia ed in breve tempo il gruppo arrivò a comprendere circa 50 Paesi dell’Asia, Africa ed America Latina. La tesi del “Coffee Club” era che l’aumento dei membri permanenti avrebbe ulteriormente accentuato la disparità fra i Paesi membri e comportato l’estensione di una serie di privilegi con un “effetto a cascata” sulla governance del sistema onusiano Alcuni anni più tardi, dal Coffe Club venne creato – su basi più ristrette e coese – il gruppo Uniting for Consensus.  

## I primi tentativi di riforma
Nel 1997, una prima proposta che ipotizzava un aumento dei seggi permanenti fallì, anche grazie all’opposizione di un gruppo di Paesi membri contrari ad un allargamento dei membri permanenti.
Anche la dichiarazione solenne adottata dal Summit del Millennio del 6-8 settembre 2000 si limitò a impegnare genericamente la comunità internazionale a “intensificare i suoi sforzi per conseguire una riforma onnicomprensiva (Comprehensive) del Consiglio di Sicurezza in tutti i suoi aspetti”
Nel 2003, il Segretario Generale Kofi Annan incaricò un apposito panel di alto presieduto dall’ex primo ministro thailandese Panyarachun livello (“High Level Panel on Threats, Challenges and Change”) di affrontare il tema di una riforma complessiva delle Nazioni Unite. Il gruppo elaborò una serie di proposte, ma non riuscì ad accordarsi su una soluzione unanime per quanto riguardava l’ampliamento del Consiglio di Sicurezza. A tale proposito venivano infatti proposti due modelli alternativi di riforma, uno con nuovi seggi permanenti (senza potere di veto), e l’altro con nuovi seggi quadriennali rinnovabili. Le proposte del panel vennero inserite nel report “In larger freedom: towards development, security and human rights for all”, circolato nel marzo 2005 da Annan che raccomandò il raggiungimento di una decisione condivisa entro il Millennium+5 Summit del 2005, in occasione del sessantesimo anniversario dell’ONU.
In vista di tale scadenza, l’Italia presentò - a nome del Coffee Club - un position paper nel cui ambito venne utilizzato per la prima volta il termine “Uniting for Consensus”. Alla prima riunione del Gruppo, tenuta al Roosevelt Hotel di New York l'11 aprile 2005, su invito dell'Italia e degli ambasciatori di altri stati parteciparono rappresentanti di 119 Paesi. In quell'anno 12 membri del core group UfC presentarono un progetto di risoluzione per la riforma del Consiglio di Sicurezza, in concorrenza con i progetti presentati rispettivamente dal G4 (composto da Germania, Giappone, Brasile e India) e dal Gruppo dei paesi africani.
Alla vigilia del Vertice del Millennio, queste erano pertanto le posizioni avanzate dai tre principali gruppi:
1.    Il G-4 proponeva una riforma che garantisse l'equilibrio politico, demografico ed economico del CdS, aveva proposto perciò un allargamento dello stesso a 25 Stati: sei nuovi seggi permanenti e 4 non permanenti con mandato non rinnovabile (all'Africa 2 seggi permanenti e 1 non permanente, all'Asia 2 permanenti e 1 non permanente, all'America Latina 1 seggio permanente e 1 non permanente, all'Europa occidentale 1 seggio permanente, infine all'Europa orientale 1 seggio non permanente).
2.    I Paesi africani (53) speravano di poter conferire un ruolo di primo piano al continente africano all'interno del Consiglio di Sicurezza attraverso l'assegnazione di due seggi permanenti e di tre nuovi seggi non permanenti.
3. Il gruppo Uniting for Consensus aveva l'obiettivo dichiarato di raggiungere il più ampio consenso possibile per ogni riforma della Carta dell'Onu, e proponeva un allargamento del CdS a 25 membri finalizzato a creare seggi per i gruppi regionali sottorappresentati. In particolare, la bozza di risoluzione presentata proponeva di aggiungere agli attuali 5 permanenti 20 membri non permanenti, con mandato biennale, di cui 6 all'Africa, 4 all'America Latina e i Caraibi, 3 all'Europa occidentale, 2 all'Europa orientale. I seggi elettivi sarebbero stati resi rinnovabili per ulteriori mandati, a discrezione degli stessi gruppi regionali. Veniva inoltre proposto un miglioramento dei metodi di lavoro del Consiglio di Sicurezza al fine di limitare l’utilizzo del veto, garantire maggior trasparenza, coordinamento tra il Consiglio di sicurezza e l’Assemblea Generale e maggior coinvolgimento di altri Paesi non membri. 
In mancanza di un accordo, il Vertice si concluse con una nuova dichiarazione generica sulla necessità di una riforma tesa a rendere il CdS “maggiormente rappresentativo, efficiente e trasparente”. Le cause del fallimento del tentativo di riforma sono principalmente da ricondurre al contrasto fra i Paesi africani che reclamavano per loro un seggio permanente (Egitto, Nigeria, Sudafrica) e gli altri Stati del continente, nonché alle tensioni USA-Germania dovute all'invasione dell'Iraq del 2003.

## I negoziati intergovernativi di New York sulla riforma del Consiglio di sicurezza
Nel febbraio 2009 (in conformità con la decisione 62/577 adottata dall'AG nel settembre 2008) sono cominciati a New York i negoziati intergovernativi  sulla riforma del Consiglio di sicurezza (intergovernmental negotiations / IGN), nell’ambito della sessione informale dell'Assemblea Generale. In occasione dei suddetti negoziati ai gruppi negoziali sopra menzionati si aggiunse inizialmente anche lo Small Five. Da allora i negoziati si sono tenuti ogni anno, in base alla rollover resolution adottata dall’Assemblea Generale al termine di ciascuna sessione.
Nella nuova proposta presentata il 20 aprile 2009 dal Rappresentante Permanente dell’Italia presso l'ONU, Amb. Giulio Terzi di Sant'Agata l'opposizione all'allargamento del numero dei membri permanenti venne spiegata principalmente con l'inopportunità di mantenere l'istituto del veto, nato nel dopoguerra ma insensato dopo la fine della guerra fredda. Consci del carattere irrealistico della proposta di eliminare il veto (più realizzabile la restrizione dell'ambito di applicazione dello stesso o il vincolo del suo utilizzo a un obbligo di motivazione), i Paesi UfC sostenevano, tuttavia, l'inopportunità della creazione di Membri permanenti senza veto del CdS, che avrebbe relegato gli altri Stati alla condizione di membri di Serie B. Il Gruppo  proponeva pertanto di incrementare il numero dei membri non permanenti per ciascun gruppo regionale, lasciando la decisione sulle modalità di elezione di tali seggi ai gruppi stessi. In particolare, erano proposte due opzioni alternative: 1) un mandato di 3-5 anni senza possibilità di rielezione; 2) un mandato di due anni con possibilità di rielezione per un massimo di due volte consecutive. Venivano poi mantenuti i Seggi di durata biennale, senza la possibilità di rielezione immediata, assegnati sia su base regionale che a piccoli e medi Paesi. Inoltre venivano reiterati i punti della proposta del 2005 relativi a: miglioramento dei metodi di lavoro del Consiglio di Sicurezza, maggiore trasparenza e migliore coordinamento con l’Assemblea Generale. Infine, veniva introdotto un meccanismo di revisione ogni 10-16 anni, che comprendeva una rivalutazione sia della composizione che dei metodi del lavoro del Consiglio di Sicurezza. Rispetto alle precedenti proposte, il nuovo modello testimoniava una maggiore flessibilità, indice della volontà di arrivare a una soluzione condivisa.
In vista del settantesimo anniversario della creazione dell’ONU nel 2015, ci fu un nuovo impulso nel processo di riforma. A gennaio di quell’anno, il gruppo UfC pubblicò un nuovo documento, intitolato “UN Security Council reform is possible. Uniting for Consensus is committed to this approach. Compromise to achieve broad-based consensus is needed”, in cui riproponeva la proposta di “approccio intermedio”, elaborata nel 2014 e incentrata sulla creazione di nuovi seggi a “lunga durata”, assegnati ai Gruppi regionali (non a singoli Paesi) con possibilità di una rielezione immediata (oggi esclusa dallo Statuto ONU). Veniva altresì riaffermata la necessità di raggiungere un compromesso.
Nonostante tali sforzi, in mancanza di un accordo complessivo, nel settembre 2015 l’Assemblea Generale non poté far altro che approvare la consueta decisione di rollover che rinviava alla sessione successiva dell’UNGA a prosecuzione dei lavori dell’IGN.

## Presentazione formale del nuovo modello UfC
Da ultimo, nell’ambito della 78° sessione dell’Assemblea Generale, i gruppi negoziali sono stati invitati a presentare formalmente i propri modelli. Il 18 marzo 2024 il Rappresentante Permanente dell’Italia, Ambasciatore Maurizio Massari, ha presentato il nuovo modello del gruppo UfC. Quest’ultimo prevede un’espansione dei seggi elettivi del Consiglio di Sicurezza fino a un massimo di 27 membri (anziché 26 come previsto in precedenza). Una parte dei seggi elettivi aggiuntivi potrebbe avere una durata di 3-5 anni, con possibilità di una rielezione immediata. La proposta del gruppo UfC migliora la rappresentanza regionale all’interno del Consiglio di Sicurezza. In particolare, l’Africa vedrebbe raddoppiare la propria presenza, passando da 3 a 6 seggi, così come il gruppo Asia-Pacifico, che crescerebbe del 200% ottenendo 6 seggi. Anche il gruppo degli Stati dell’America latina e dei Caraibi raddoppierebbe i propri seggi (da 2 a 4). Il gruppo dell’Europa Occidentale otterrebbe un incremento del 50% passando da 2 a 3 seggi, mentre il gruppo dell’Europa Orientale vedrebbe raddoppiare la propria presenza, da 1 a 2 seggi. Infine, la proposta del gruppo UfC prevede un nuovo seggio a rotazione riservato ai Piccoli Stati e ai Piccoli Stati insulari in via di sviluppo (SIDS).
Quanto al potere di veto, il gruppo UfC lo ritiene uno “strumento anacronistico” e causa principale di molti blocchi in Consiglio di Sicurezza. Tuttavia, riconoscendo le complessità legate alla modifica della Carta delle Nazioni Unite, che richiede il consenso dei P-5, l’UfC sostiene misure per limitarne l’utilizzo in circostanze specifiche, come nel caso di atrocità di massa e crimini di guerra. La proposta del gruppo UfC pone infine attenzione alla revisione dei metodi di lavoro del Consiglio di Sicurezza e al rafforzamento dei rapporti tra tale organismo e l'Assemblea Generale, avanzando vari suggerimenti a tale proposito.